# Retable de saint Vincent Ferrier
Le Retable de saint Vincent Ferrier  est une peinture à l'huile sur bois réalisée par le peintre napolitain Colantonio en 1456-1458. Il est déposé au musée de Capodimonte à Naples. 

## Histoire
Le retable fait partie des célébrations liées à la canonisation en 1455, de Vincent Ferrier (1350-1419), un prêtre catholique de l'ordre dominicain. Commande d'Isabelle de Chiaramonte, épouse de Ferdinand Ier de Naples, il est réalisé « vraisemblablement comme ex-voto » après la défaite des barons rebelles ligués contre son mari (1456-1458). Sa représentation en duchesse de Calabre avec ses armes en or et rouge dans la prédelle, permet une datation ante quem en 1458, lorsque son époux devient souverain de Naples et elle, en conséquence, reine. Comme pour Saint Jérôme dans son cabinet, l'attribution à Colantonio est confirmé par une lettre de Pietro Summonte de 1524.
Il est mentionné dans l'église San Pietro Martire (Naples) entre les XVIIIe et XIXe siècles. Au XVIIIe siècle, il est orné d'un encadrement en marbre.
Par mesure conservatoire, il est déposé en 1997 au musée de Capodimonte, mais reste la propriété du Fondo Edifici di Culto.

## Description et style
Le retable représente la vie de saint Vincent Ferrier en onze scènes avec son portrait en pied dans le panneau central(191 × 87 cm) :
- Panneaux de gauche : Prédiction de la naissance du saint (42 × 48 cm cm), Sermon (60 × 48,5 cm), Apparition de la Vierge au saint (60 × 48) ;
- Panneaux de droite : Résurrection d'un enfant (42 × 48 cm), Apparition du Christ au saint (60 × 48,5 cm), Sauvetage d'un navire pris dans la tempête (60 × 48 cm) ;
- Prédelle (46 × 220 cm) : La Guérison de la possédée, Isabella Chiaromonte en prière, Mort du saint[1].

Le panneau central est transformé en une grande niche au sommet en forme de coquillage à forte connotation toscane. Le saint est représenté debout, conscient de l'espace qui l'entoure, en train de bénir. Les épisodes de sa vie sont représentés dans les panneaux latéraux où les modèles flamands cohabitent avec les nouveautés de la Renaissance italienne.
Chaque panneau présente un décor différent, avec des intérieurs domestiques et ecclésiastiques, les vues de villes et un paysage marin orageux, représentant l'éventail complet des savoir-faire du peintre.
Certaines figures du retable sont des portraits d'Isabelle et d'autres membres de la famille royale, comme Isabelle de Chiaramonte, particulièrement dévote du saint, représentée en prières dans la prédelle.

## Détail des panneaux latéraux et de la prédelle

Panneaux latéraux
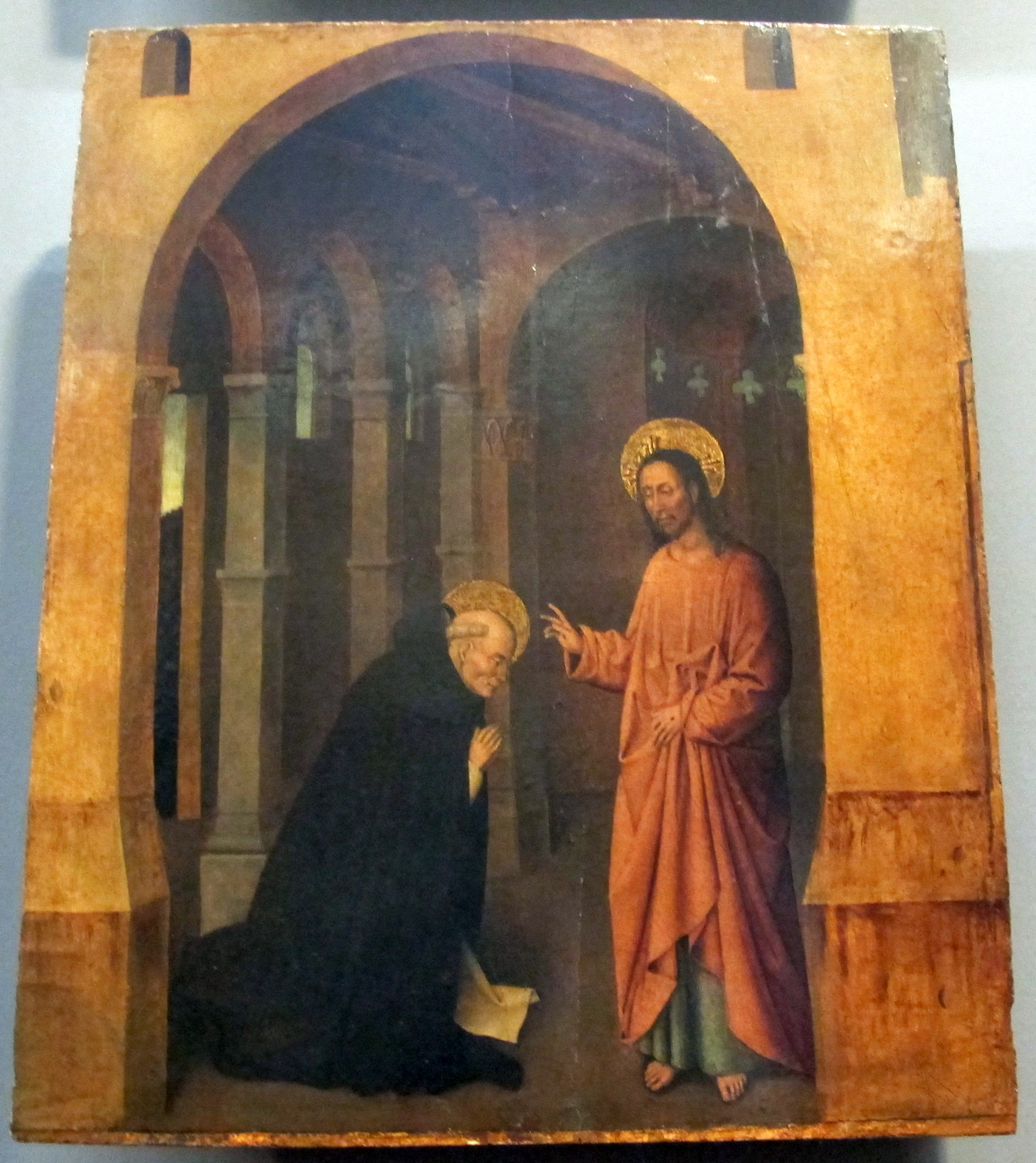
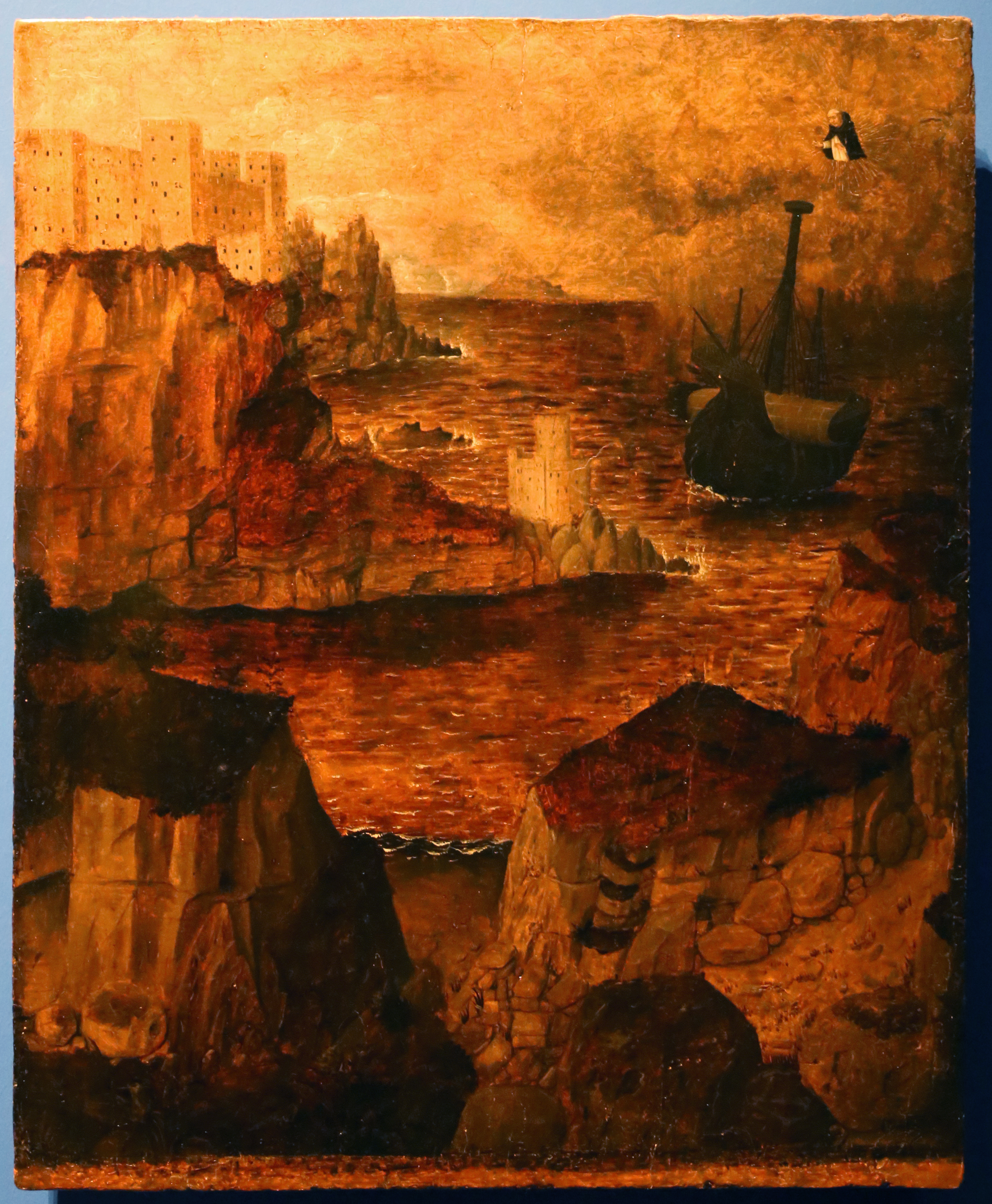
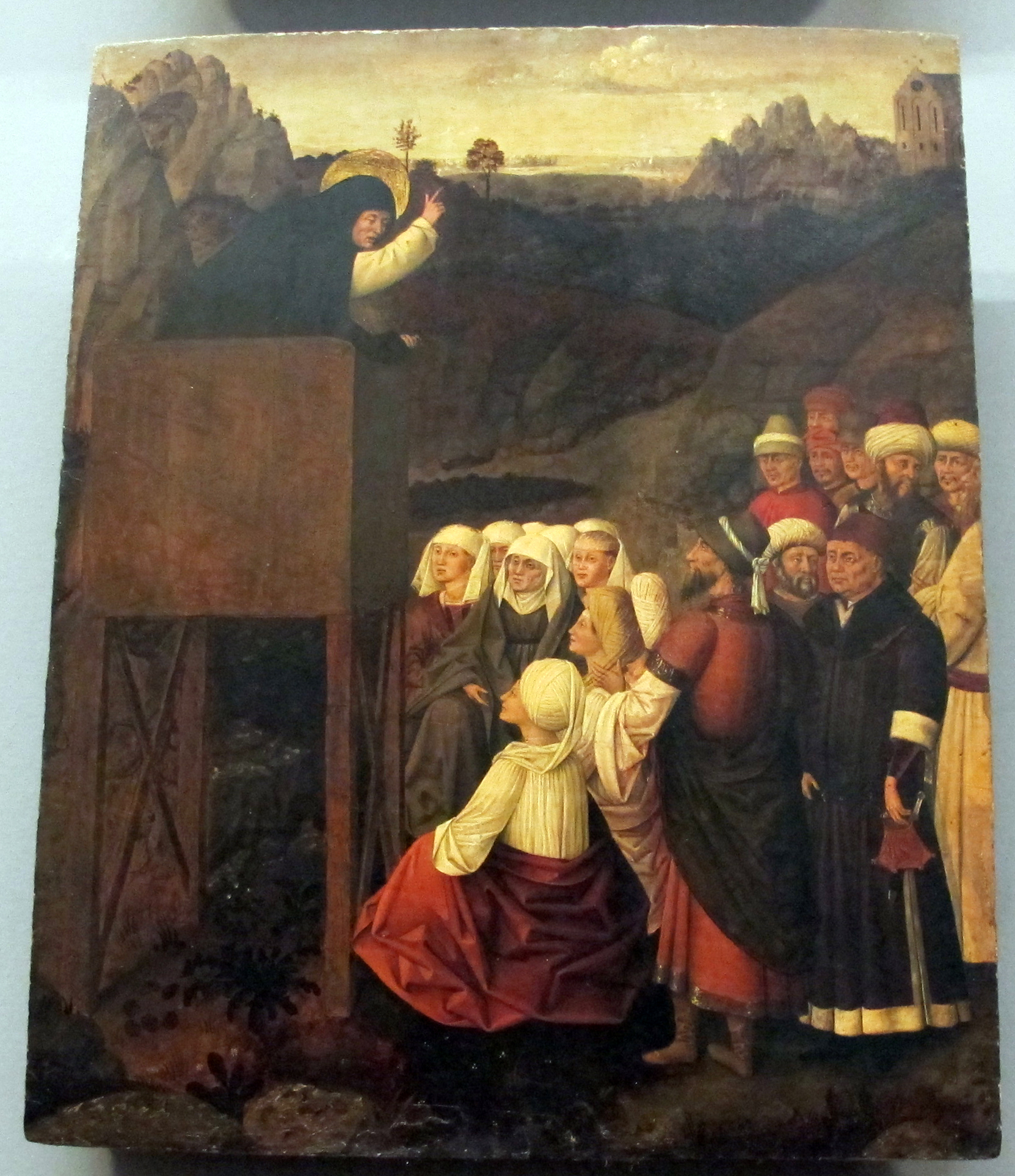
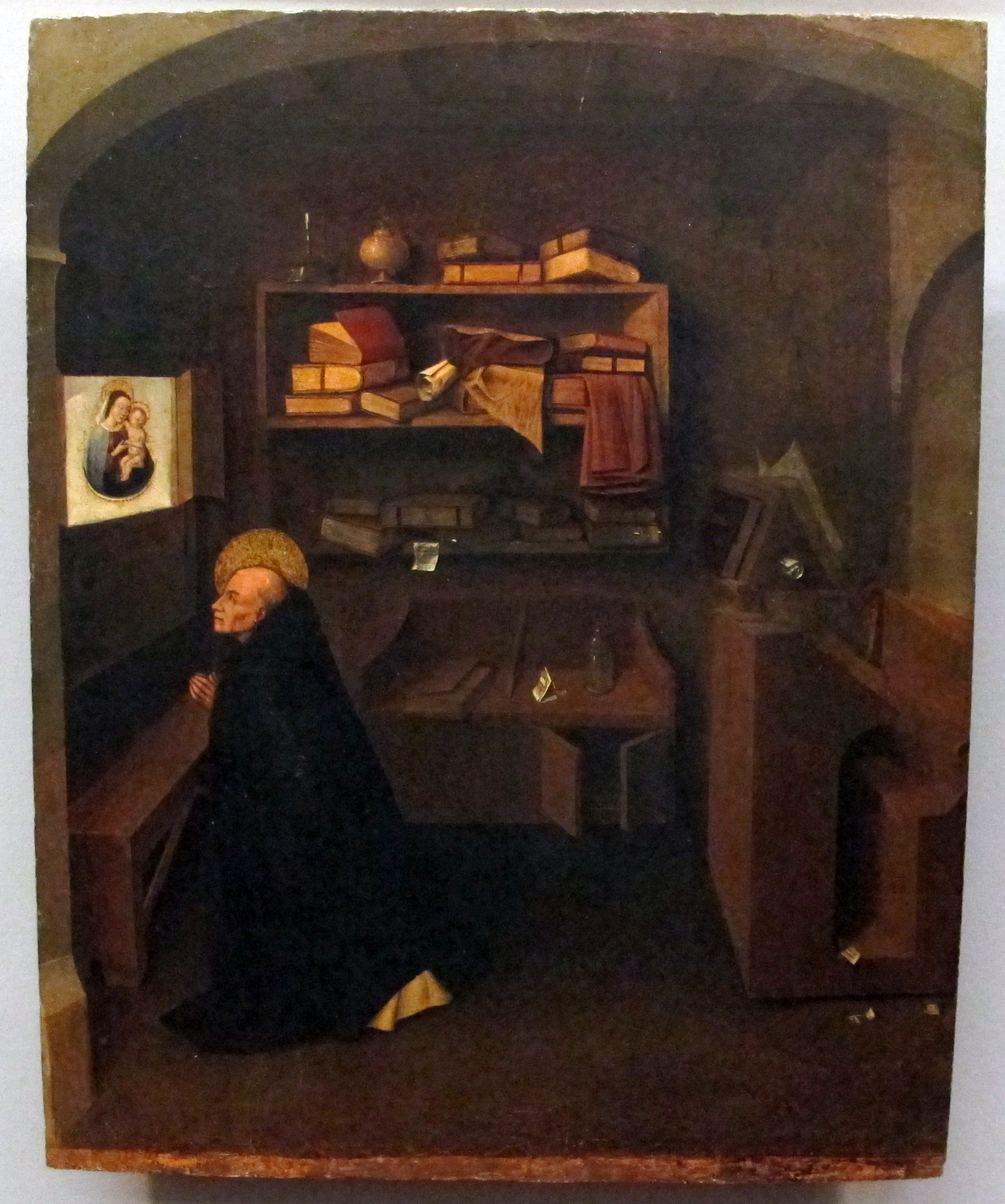
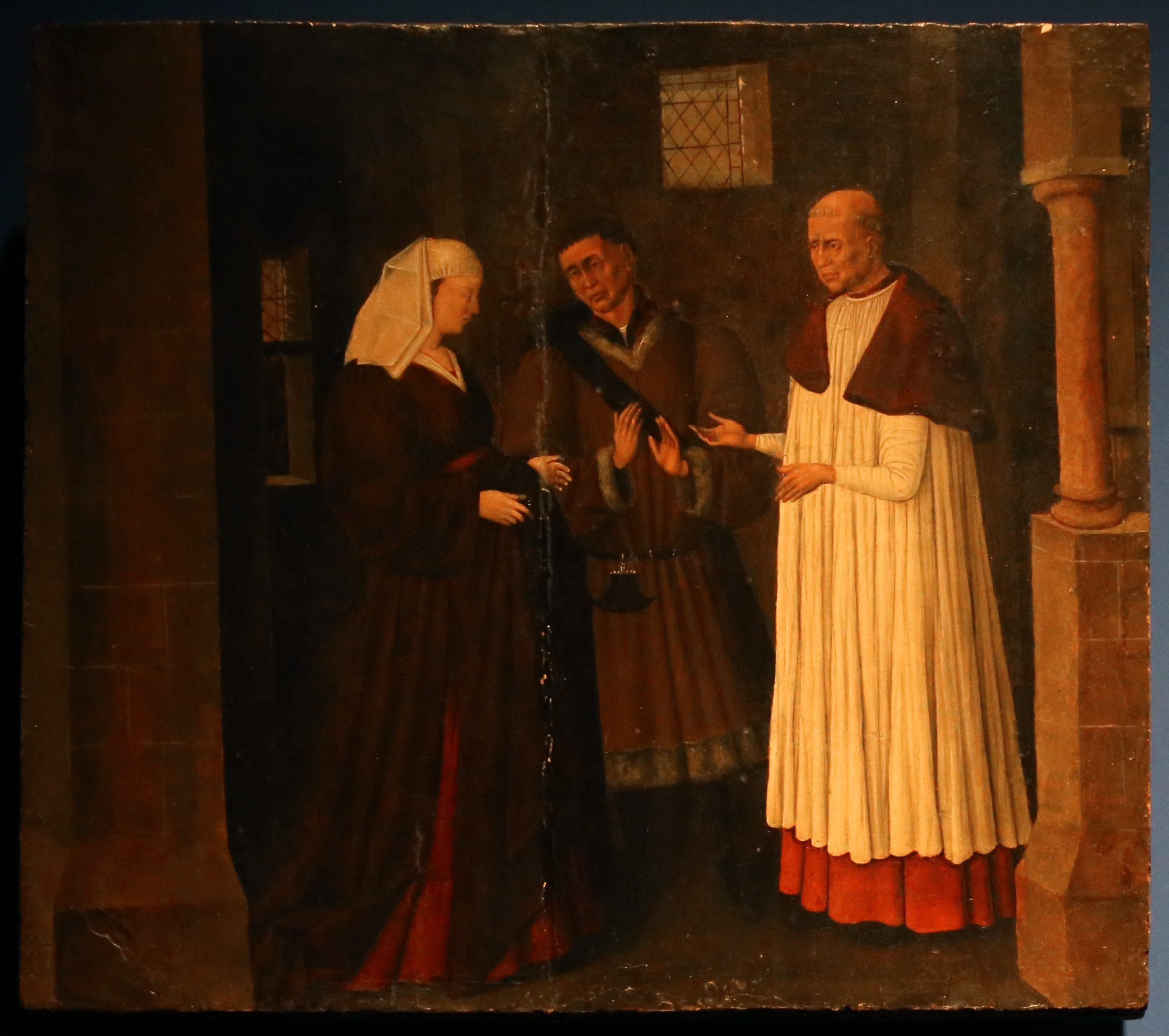
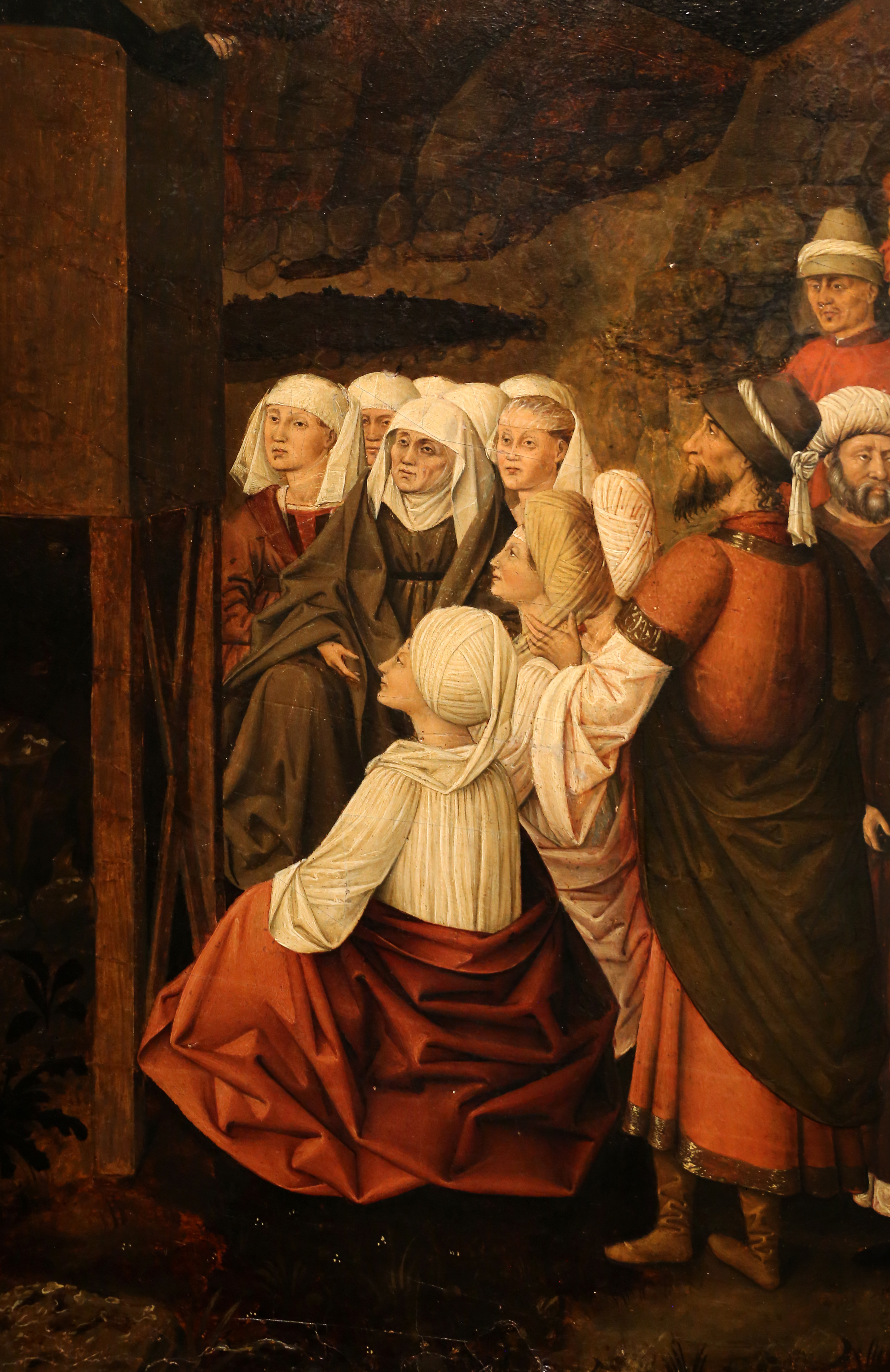
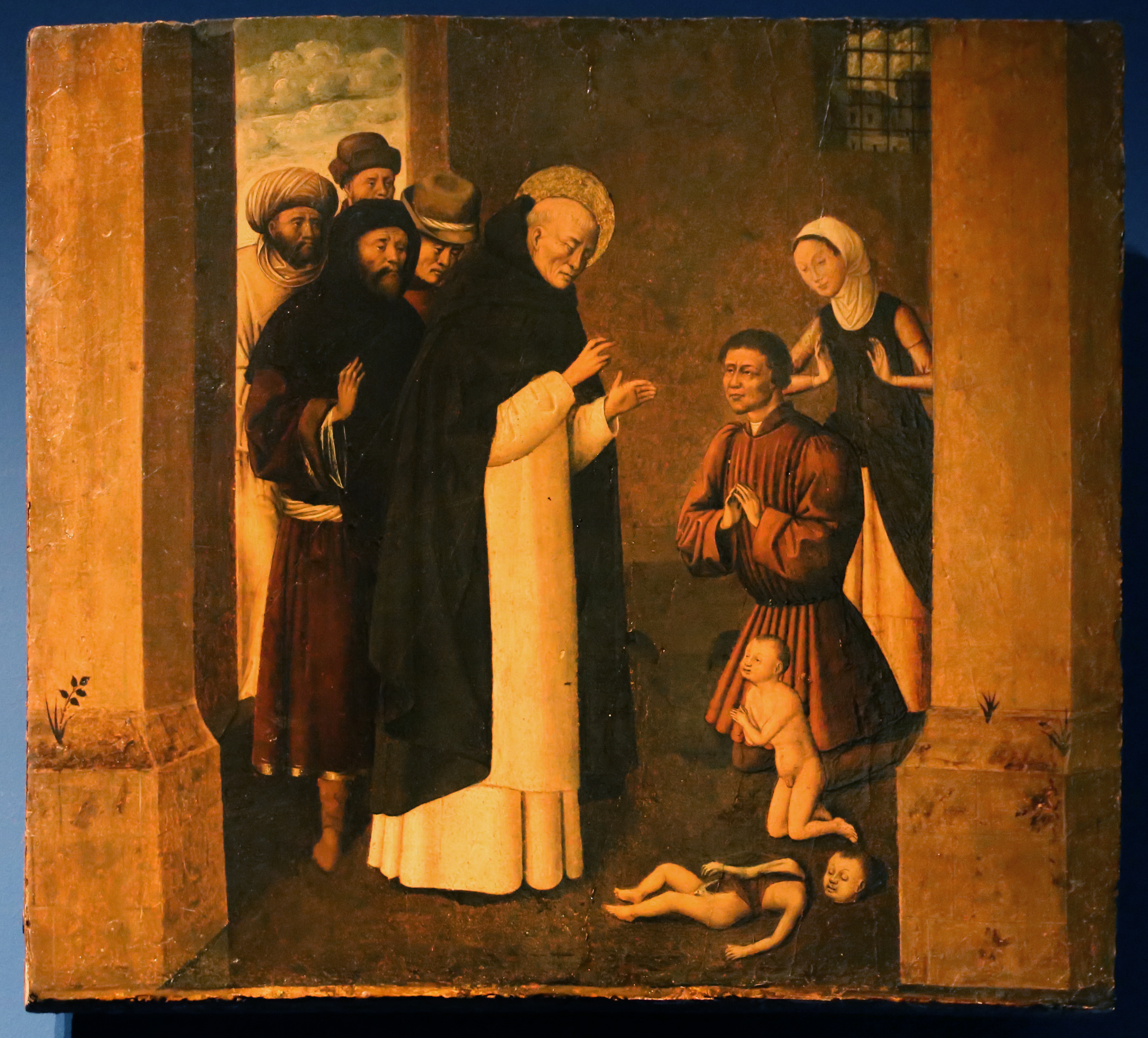

Prédelle
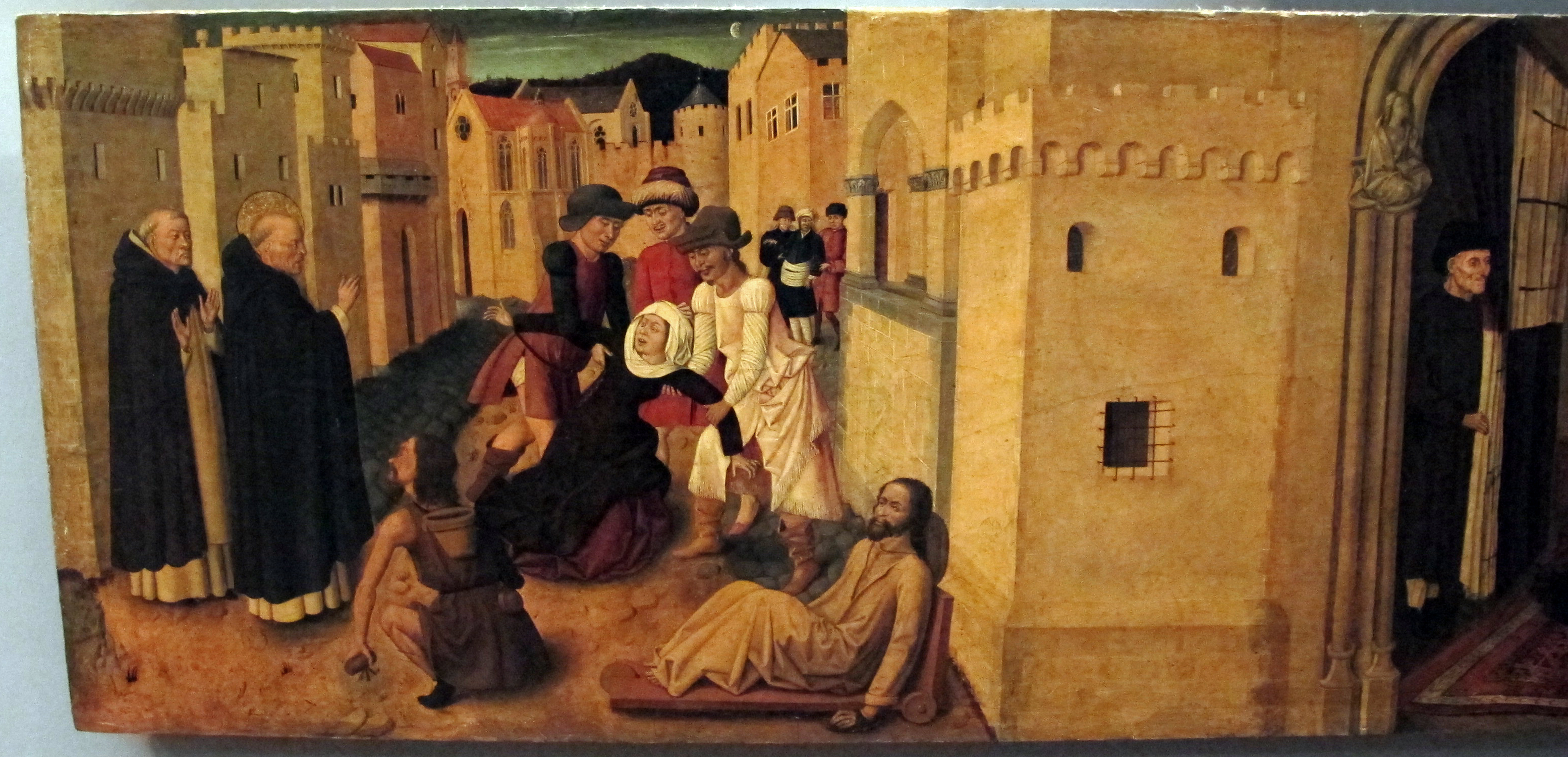
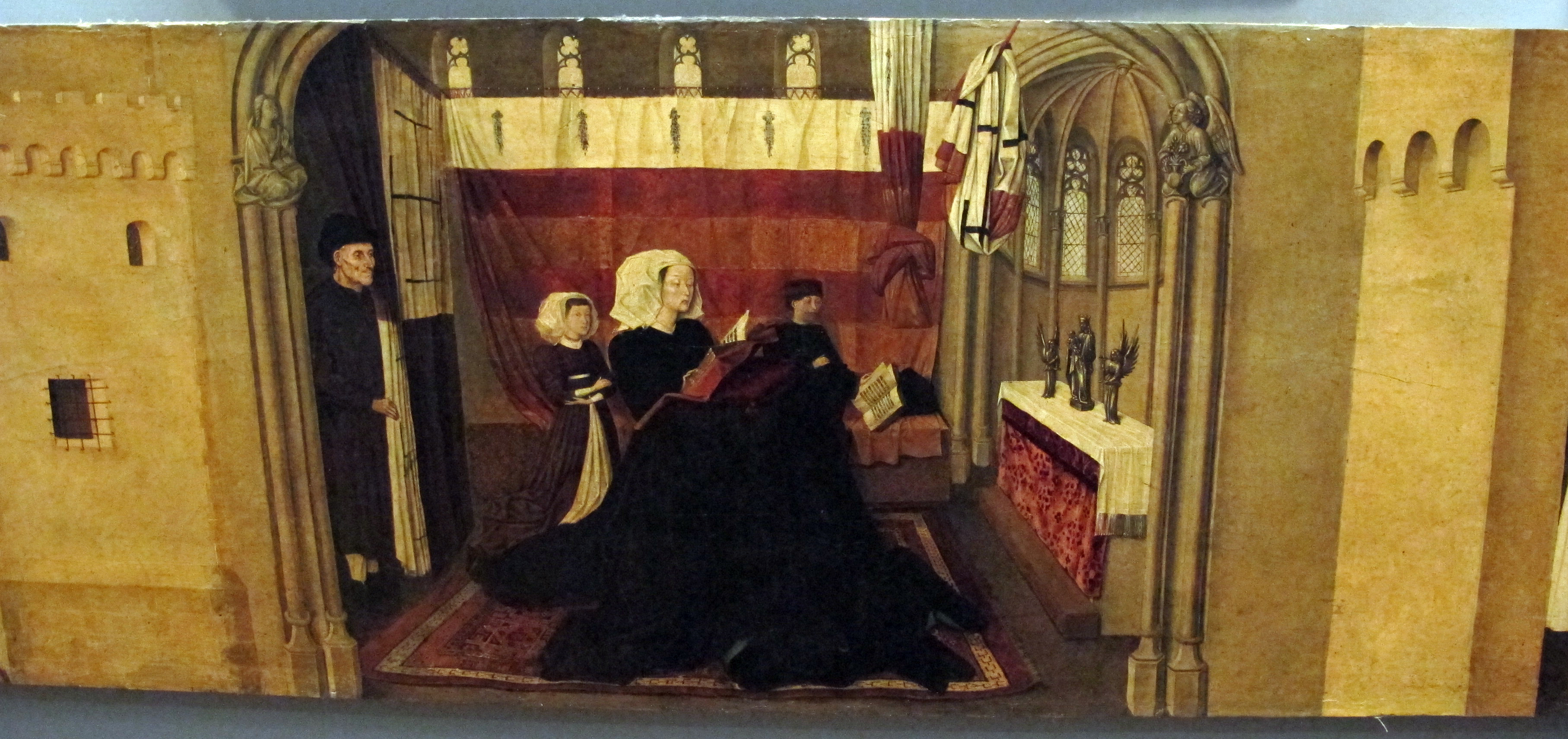
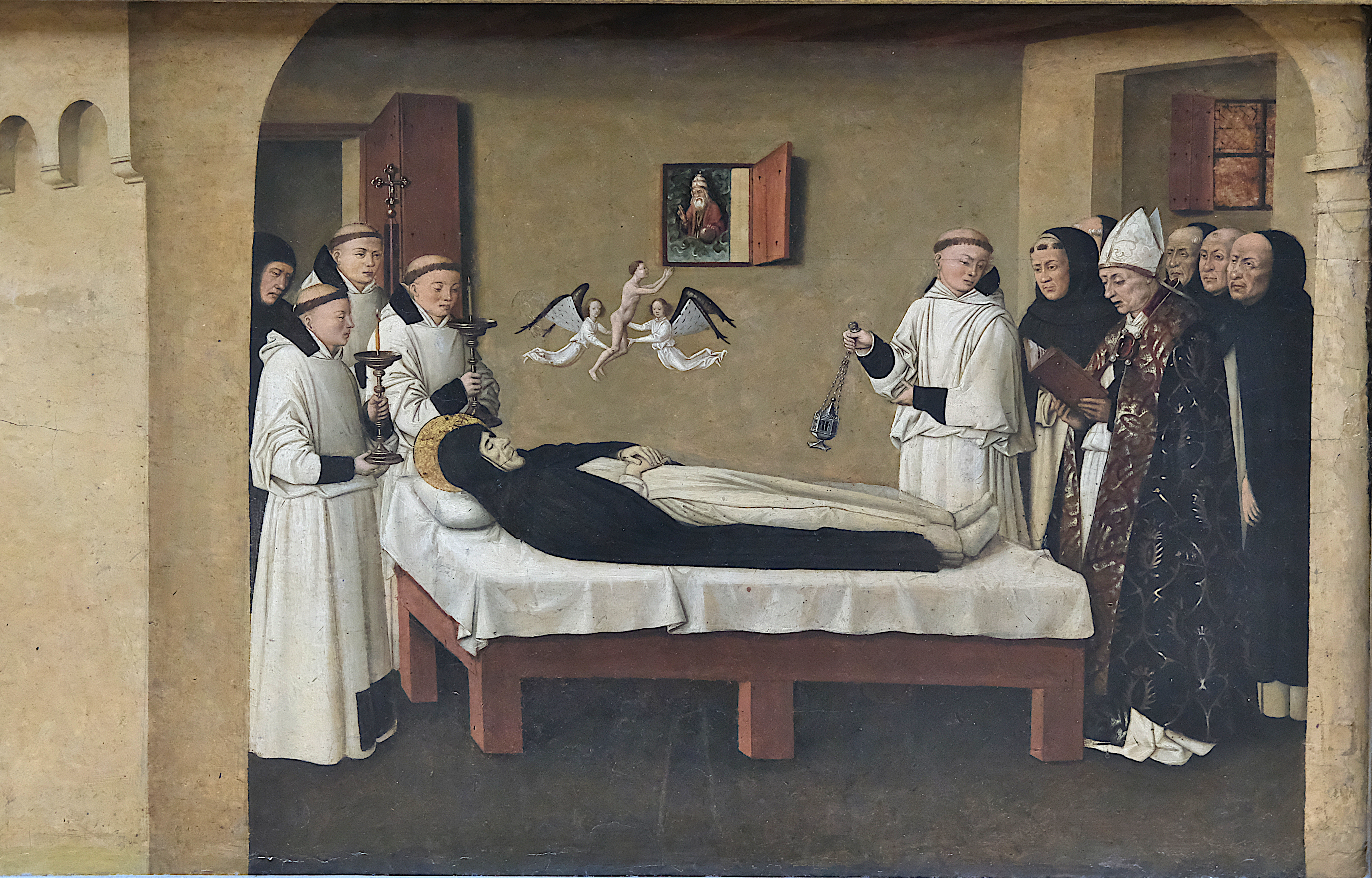

## Exposition

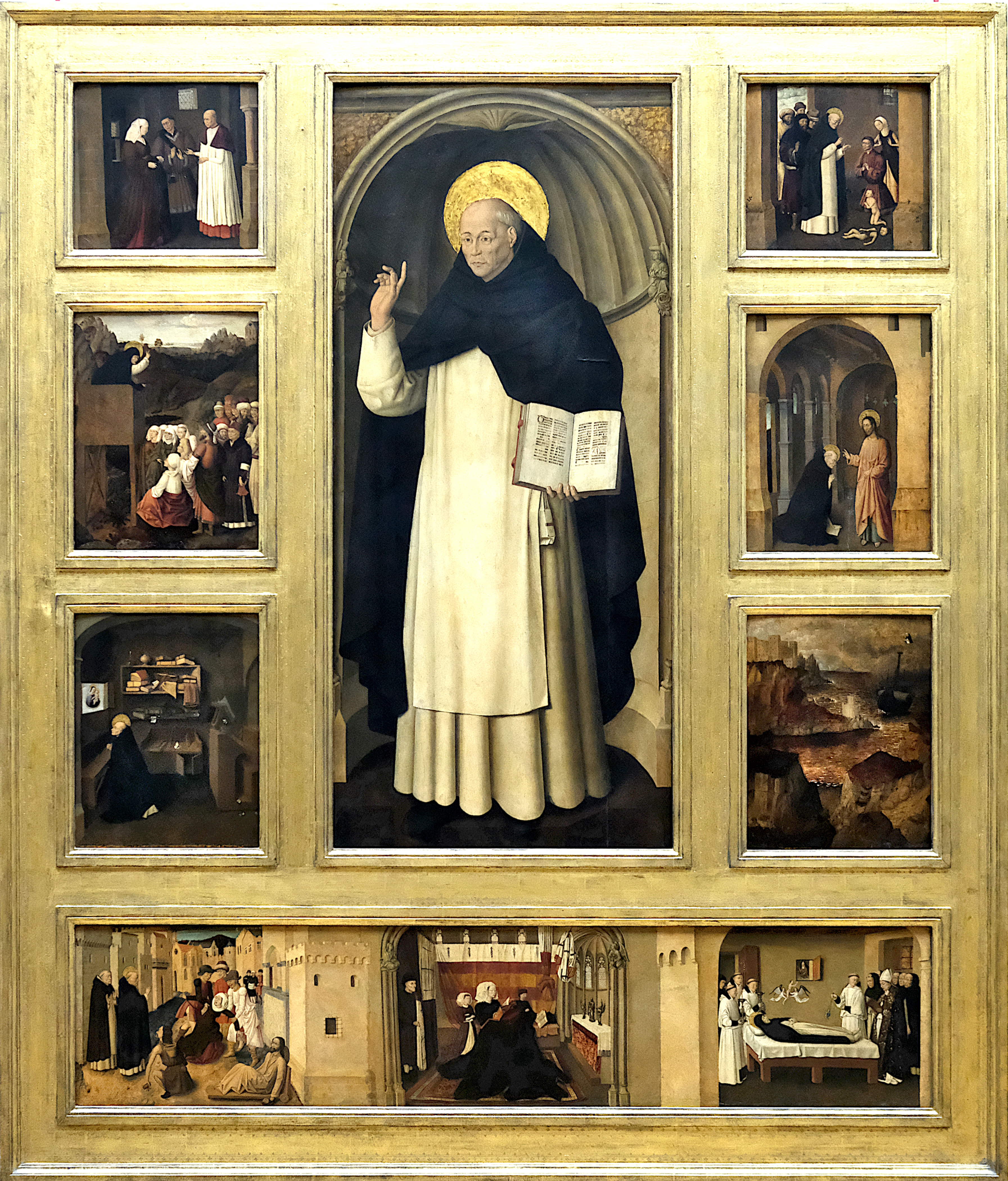
Retable exposé au Louvre en 2023.

Cette peinture est exposée dans le cadre de l'exposition Naples à Paris. Le Louvre invite le musée de Capodimonte au musée du Louvre du 7 juin 2023 au 8 janvier 2024.